# 台糖溪州牌內燃機車
台糖溪州牌內燃機車，是台灣糖業公司所擁有的液力传动式內燃機車。現已全數停用。

## 概要

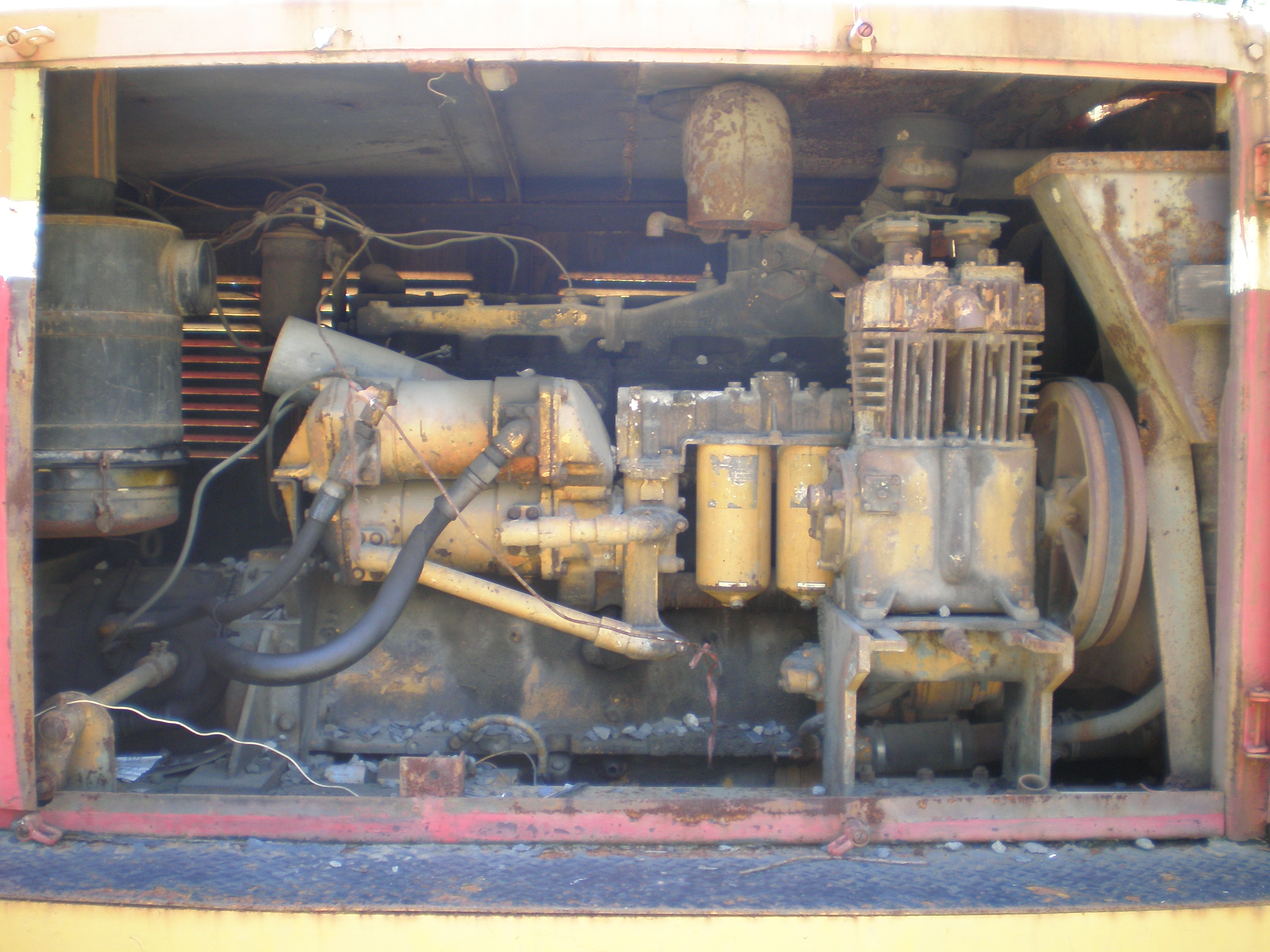
溪州牌機車使用的 Allis-Chalmers 柴油引擎。

溪州牌內燃機車是台糖購入的第二種內燃機車。台糖於1956至1957年以美援資金向位於美國宾夕法尼亚州布魯克維爾（Brookville）的布鲁克维尔设备公司（Brookville Equipment Corporation）購入50輛該型內燃機車，編號901~950。當時台糖將製造廠Brookville翻譯為「溪流旁的村莊」，而台糖當時的總部在彰化縣溪州鄉，因此被稱為「溪州牌」。
溪州牌內燃機車購入時是使用美國國際收割機公司（International Harvester，現已改名為納維斯達國際，Navistar International）生產的汽油引擎，輸出功率120馬力。原始設計是以天然氣為燃料，但曾經以台糖自己生產的無水酒精做為燃料。最後於1975－1978年間由台糖農業工程處屏東工作站以後來引進的日立牌內燃機車為藍本進行車體改造，並將引擎改為美國艾利斯-查默斯（Allis-Chalmers）的柴油引擎，最大輸出功率230馬力。改造後的溪州牌雖然外型與日立牌相近，但煙囪位置和形式不同；且日立牌動輪有外部連桿，溪州牌則無。
溪州牌內燃機車動輪直徑610毫米，軸配置為三軸式（0-6-0）。

## 使用情況
- 溪州牌內燃機車曾大量使用於台糖各糖廠，現已全數停用，並已有6台機車解體。
- 橋頭糖廠曾使用溪州牌內燃機車牽引觀光列車，是最後一個使用本型機車的糖廠。現已停用並被從南州糖廠調撥的德馬牌內燃機車取代[2]。
- 虎尾糖廠保留9台，善化糖廠保留3台，橋頭糖廠保留14台、屏東糖廠保留2台、烏樹林糖廠、蒜頭糖廠及月眉糖廠各保留1台溪州牌機車，另有13台機車贈予其他單位或售予私人收藏。

## 圖片集

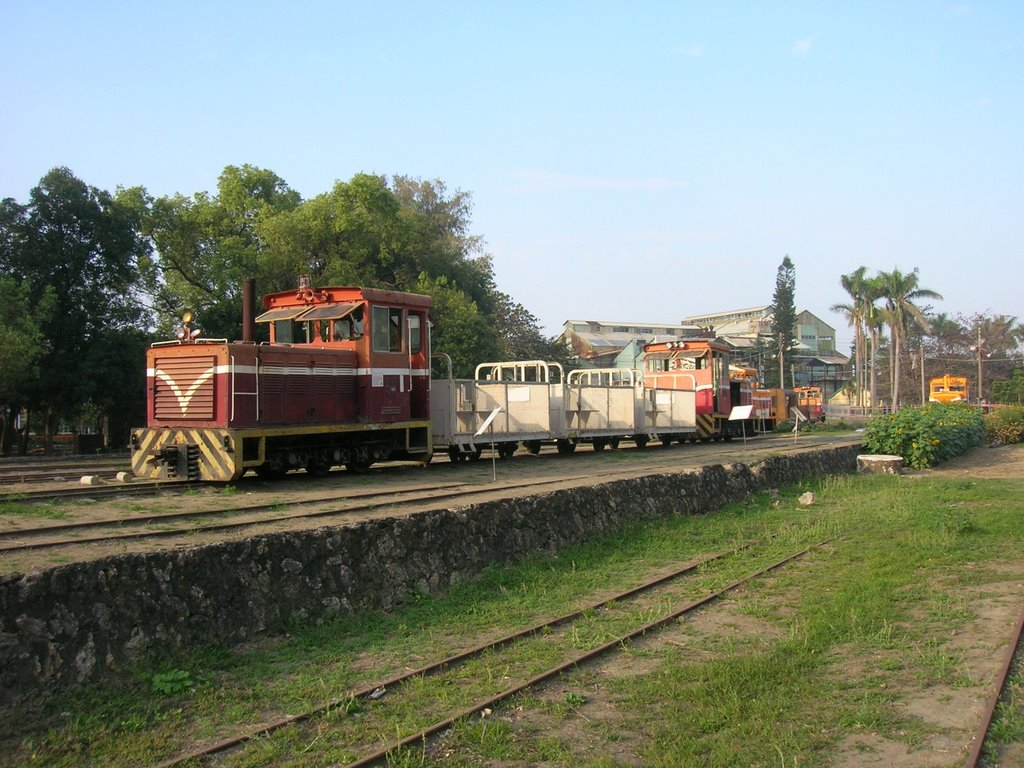
靜態展示於臺糖高雄廠外部展示區的溪州牌內燃機車和數台改造的客車。
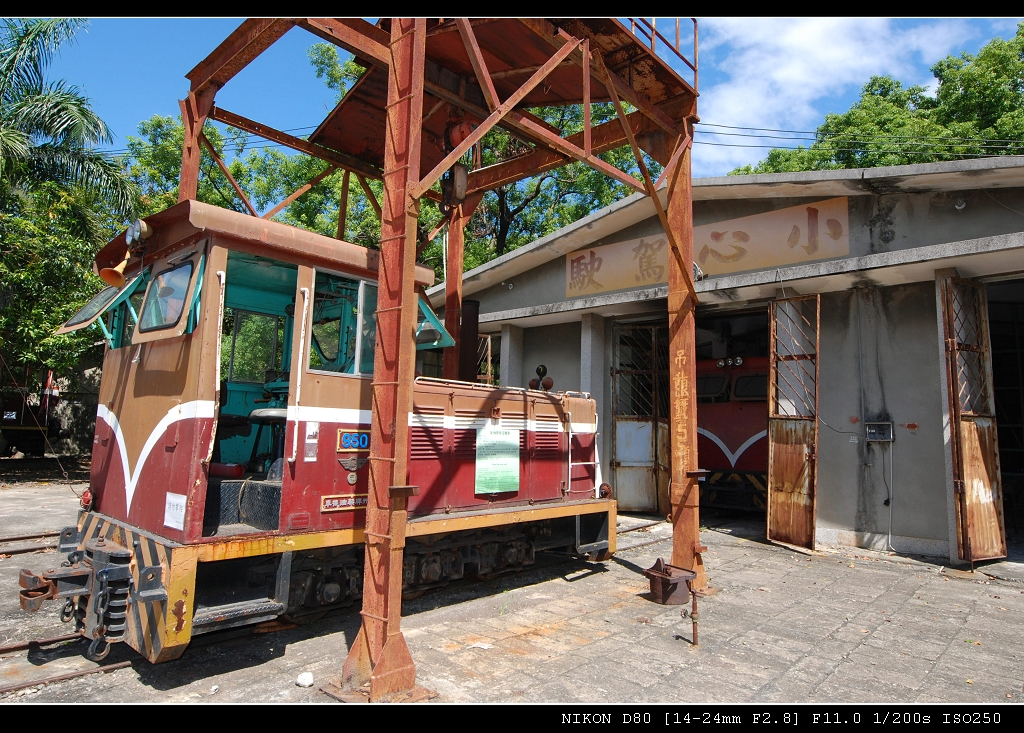
靜態展示於臺糖高雄廠車庫外的溪州牌內燃機車。
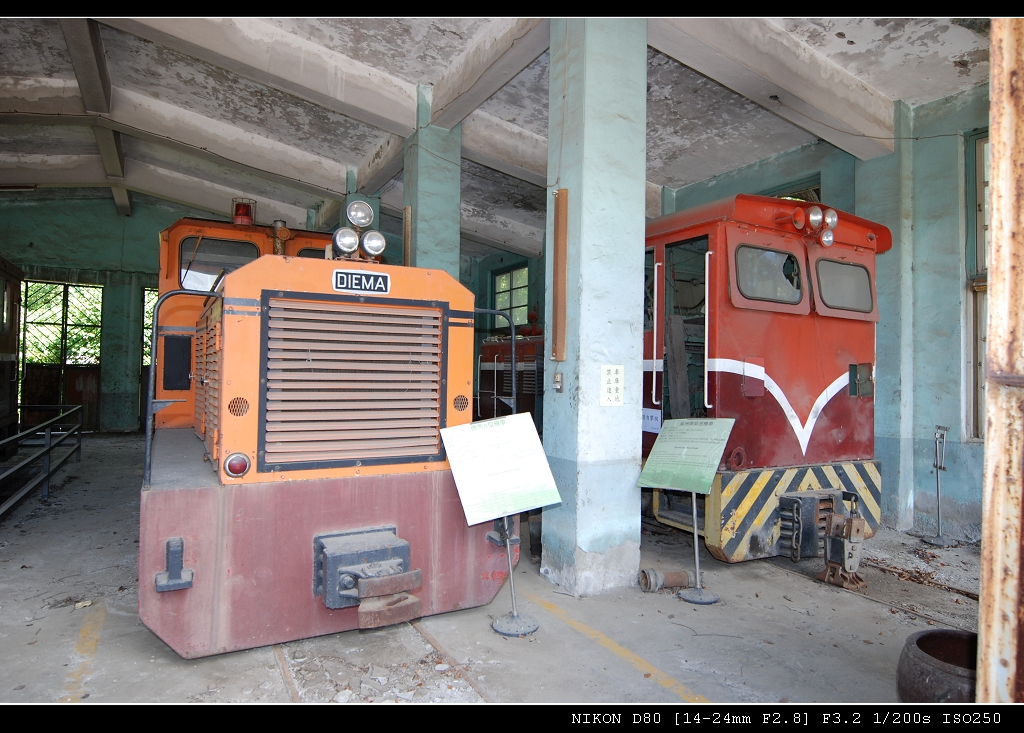
靜態展示於臺糖高雄廠車庫內的溪州牌內燃機車（右）和德馬A。
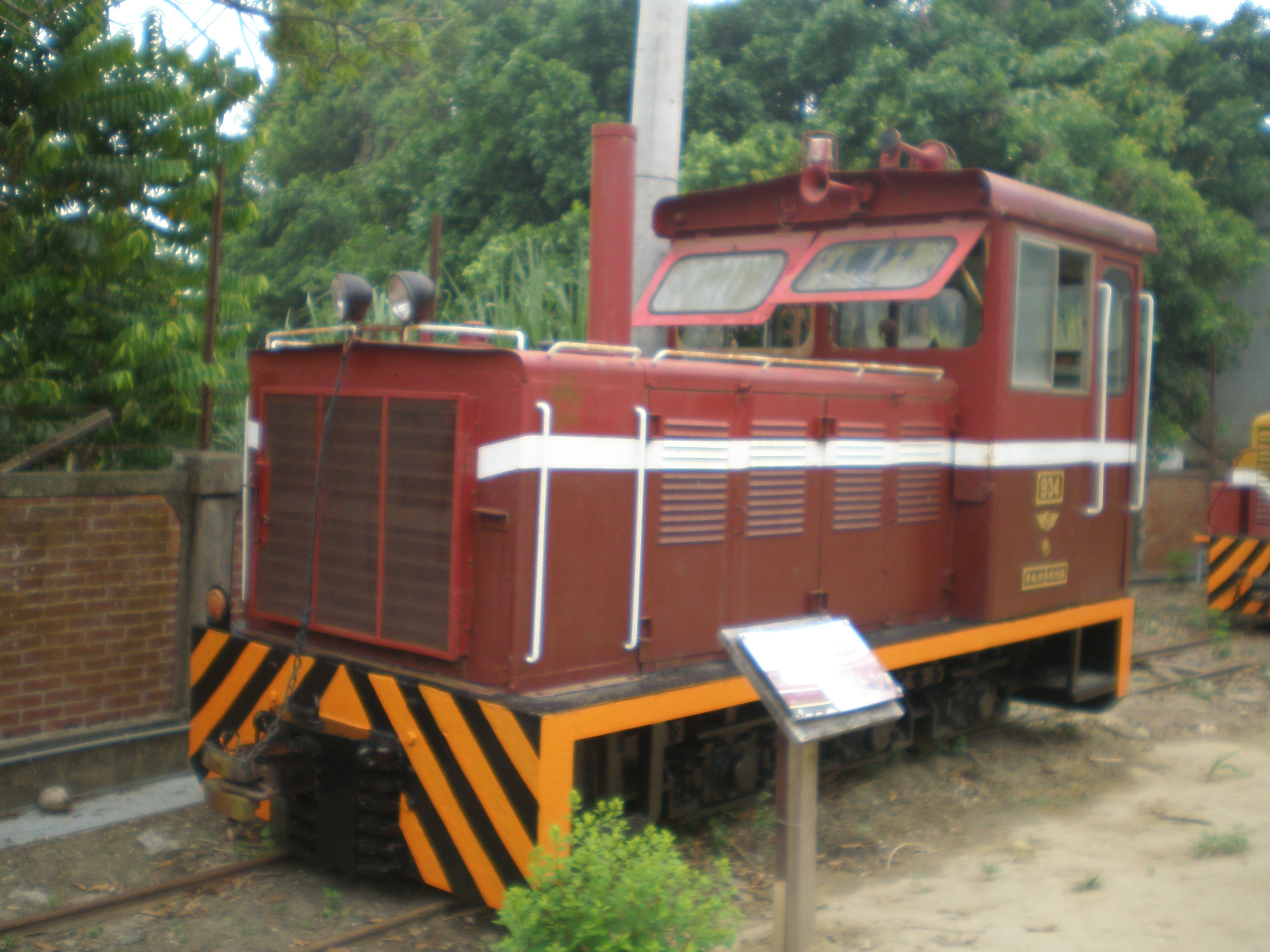
靜態展示於烏樹林糖廠的溪州牌內燃機車。
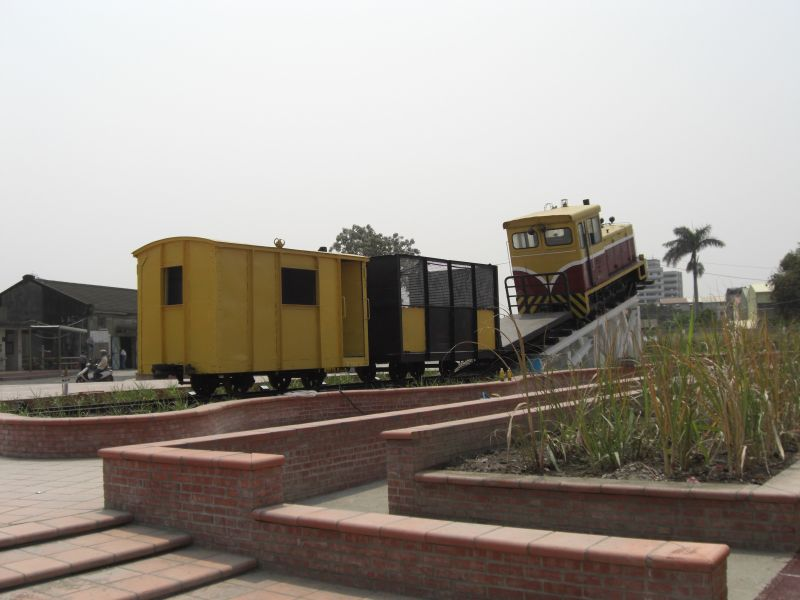
靜態展示於斗南車站前廣場的溪州牌內燃機車、甘蔗車和守車。
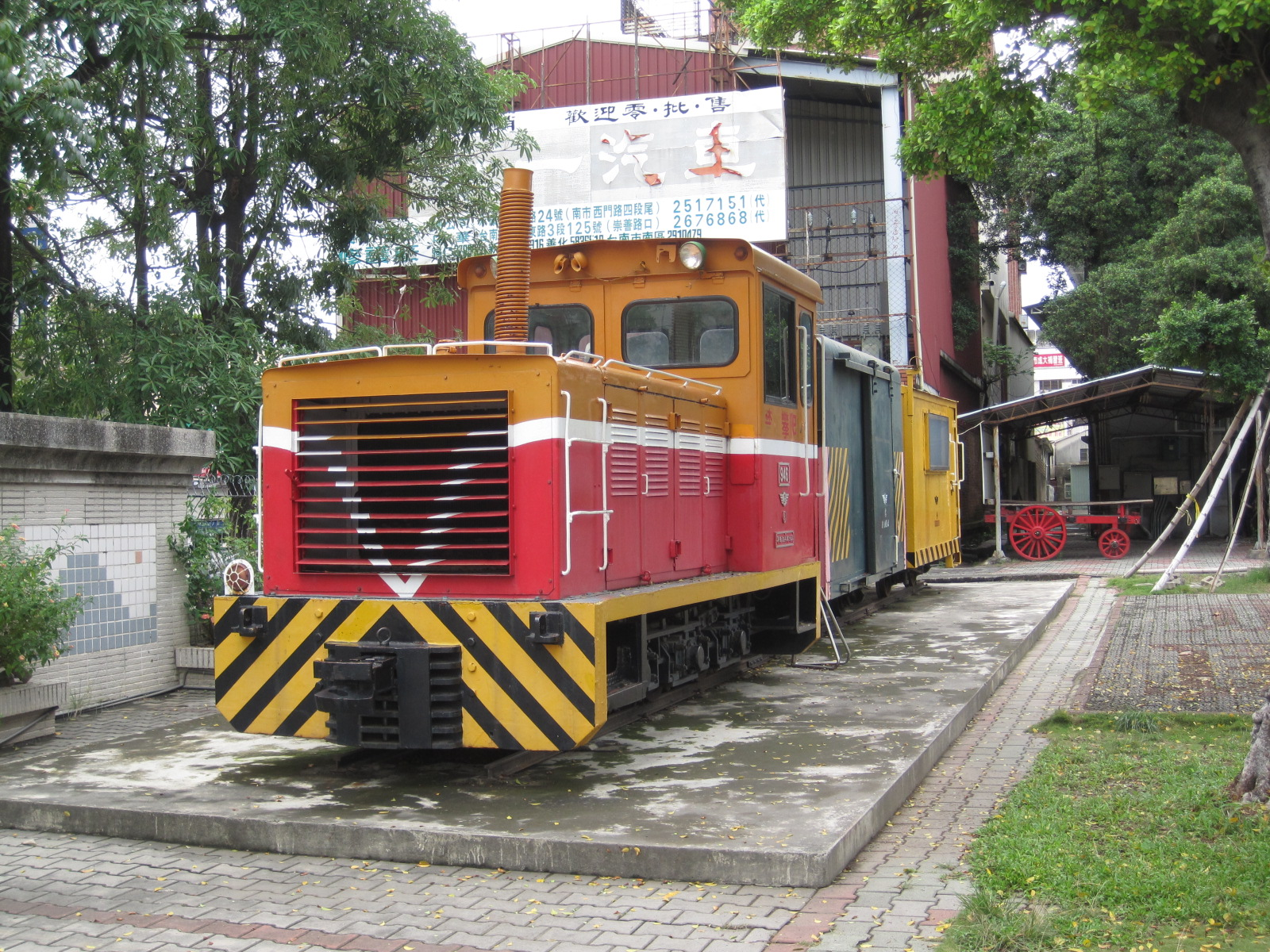
陳列於永康國小的946號機車。
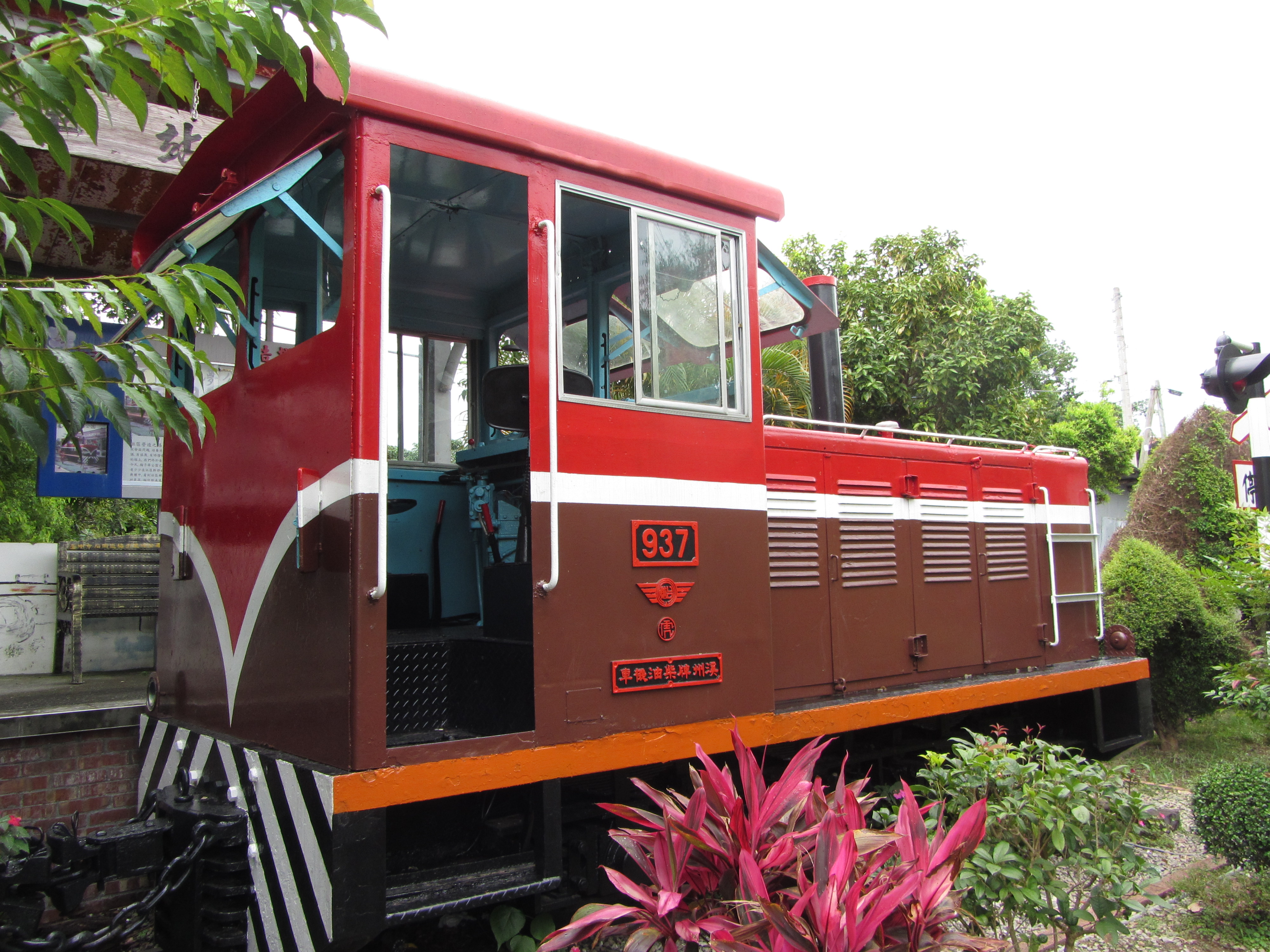
位於東豐自行車綠廊（原東勢線）舊梅子車站附近（梅子懷舊公園）的937號機車。

## 外部連結
- 臺糖鐵路內燃機車分布地點，街貓的鐵道網站
- 永康糖廠 溪洲946 號 與蓬車、守車的整修過程及其特點 （页面存档备份，存于）